# Cinéma cambodgien
Le cinéma cambodgien est né dans les années 1950. Il a connu un âge d'or dans les années 1960, pendant lesquelles l'industrie a produit de nombreux classiques, et des salles de cinéma étaient ouvertes à travers tout le pays. L'un des réalisateurs les plus prolifiques de l'époque n'est autre que le père du roi (et ancien roi) Norodom Sihanouk, qui a écrit, produit et réalisé de nombreux films. En 1971 le Cambodge produisait 157 films, diffusés dans 10 salles de cinéma à Phnom Penh. L'industrie est restée vivace jusqu'à la prise de pouvoir par les khmers rouges en 1975. Depuis la fin des années 1980, et malgré la fin de la guerre, elle peine à retrouver de la vitalité. Le documentaire franco-cambodgien Le Sommeil d'or réalisé par Davy Chou, qui est sorti en 2012, vise à restituer par les témoignages d'artistes survivants la floraison du cinéma cambodgien entre 1960 et 1975 (près de 400 films, dont beaucoup ont été détruits ou perdus sous les Khmers rouges).

## Les années 1910: les pionniers de l'ère coloniale
Dès les années 1910, l'industrie du cinéma fit son entrée au Cambodge, avec des premiers films produits localement, non pas par des Cambodgiens, mais par des studios de cinéma occidentaux tels que Pathé, qui y fit tourner un court métrage documentaire en 1911, Au Cambodge, présentant des scènes de plein air. En février 1913, Gaston Méliès, accompagné d'une petite équipe artistique et technique (dont l'opérateur cinématographique américain Hugh McClung), passa un mois au Cambodge et y tourna non seulement des documentaires (Les Ruines d'Angkor Thom), mais aussi des fictions (Le Voleur d'Angkor, Une idylle cambodgienne) utilisant pour la première fois des acteurs et figurants cambodgiens, aventure cinématographique retracée à l'écran dans le documentaire Le Voyage cinématographique de Gaston Méliès dans les Mers du Sud et en Extrême-Orient, montrant des images tournées par Méliès et son équipe sur place, qui fit l'ouverture de l'édition 2015 du Festival du film international du Cambodge à Phnom Penh,.

## Les années 1950: les débuts
Ce n'est que dans les années 1950 que les premiers films cambodgiens sont produits, des films muets tournés par des réalisateurs formés à l'étranger, comme Roeum Sophon, Ieu Pannakar (en) et Sun Bun Ly.
À cette époque, le United States Information Service organise des ateliers de formation et fournit le matériel de tournage. Dan Prean Lbas Prich (Footprints of the Hunter / Les Empreintes du chasseur) est tourné à cette époque par du personnel militaire cambodgien avec un équipement américain. 
Le premier film de Sun Bun Ly est Kar Pear Prumjarei Srei Durakut (Protect Virginity / Protéger la virginité). Il crée également la première société de production privée : Ponleu Neak Poan Kampuchea. Son succès inspire Ly Bun Yim.

## Les années 1960: l'âge d'or
Dans la foulée, d'autres sociétés de production se créent, et de nombreuses salles de cinéma sont ouvertes au cours des années 1960. 
Le coût du billet d'entrée est modique, et le public se partage entre les étudiants et intellectuels qui préfèrent les films européens et la classe ouvrière et la population rurale qui apprécient les films cambodgiens. 
Parmi les classiques de cette période, on peut citer Lea Haey Duong Dara (Goodbye Duong Dara / Au revoir Duong Dara) et Puos Keng Kang (en) (The Keng Kang Snake / Le Serpent de Keng Kang) de Tea Lim Kun ou encore Sabbseth (Sappsitt) de Ly Bun Yim.
C'est également l'époque ou Norodom Sihanouk (encore prince) produit et réalise des comédies sentimentales mélodramatiques à message social. Féru de cinéma depuis ses années d'études à Saïgon dans les années 1930, il réalise son premier long-métrage Apsara en 1966. Il joue lui-même dans ses films et y fait figurer ses proches. Parmi ses autres films de cette période, on peut citer Ombre Sur Angkor (1967) et Rose de Bokor (1969).

## Les années 1970 et 1980: l'ère communiste
Avant la prise de pouvoir par les Khmers rouges, les villes sont pleines de réfugiés, et les cinémas ne désemplissent pas. 
Les films les plus connus de cette époque sont An Euil Srey An (en) (un mélodrame sur un triangle amoureux, aussi appelé Khmer After Angkor) et Thavory Meas Bong (en). Ces deux films ont pour bande-son la musique du chanteur cambodgien Sinn Sisamouth.
En avril 1975, la chute de la République khmère entraînera une suspension brutale de l'activité cinématographique au Cambodge. Pendant la période qui suivra, il n'y a plus que des films de propagande produits par le régime des Khmers rouges, ainsi que des images de l'actualité diplomatique.  
Avec l'invasion du Cambodge par le Viêt Nam en 1979, et l'installation de la république populaire du Kampuchéa, les cinémas de Phnom Penh sont rouverts. Mais l'industrie locale peine à reprendre puisque tous les réalisateurs et acteurs des années 1960 ont fui le pays ou sont morts. La plupart des négatifs et des copies de films ont également disparu, détruits ou perdus. 
Les films distribués sont donc des films vietnamiens, soviétiques ou indiens. Le public se lasse assez vite de ces films manichéens ayant pour sujet la lutte des classes dans le plus pur style du réalisme socialiste soviétique. Mais les autres films, asiatiques, européens non communistes, ou américains sont interdits. 
Une industrie commence à se rebâtir prudemment, se consacrant à un cinéma de divertissement qui ne risque pas d'encourir les foudres du pouvoir. Les films de cette période tels Chet Chorng Cham (Reminding the Mind) ou Norouk Pramboun Chaon (Nine Levels of Hell) montrent la misère subie par la population cambodgienne sous le régime khmer rouge et son soulagement sous le régime installé par le Vietnam. Malheureusement, cet élan est de courte durée, coupé net par l'arrivée de la vidéo et l'invasion de feuilletons thaïlandais.

## Les années 1990: Rithy Panh
L'avenir du cinéma cambodgien semble venir de l'étranger : après deux documentaires, le réalisateur Rithy Panh – formé à l'Institut des hautes études cinématographiques (IDHEC) à Paris après avoir fui le pays sous le régime khmer rouge – réalise en 1994 Les Gens de la rizière (អ្នកស្រែ, Neak Sre), le premier long-métrage de fiction depuis des années. Le film, une coproduction franco-germano-cambodgienne, est sélectionné en compétition au festival de Cannes. 
Ses films interrogent l'histoire du Cambodge, et la possibilité d'une reconstruction après les massacres des Khmers rouges, comme S21, la machine de mort khmère rouge, documentaire réalisé en 2003 sur le massacre de la prison de Tuol Sleng. Il a également en projet de créer une école de cinéma à Phnom Penh.
Même si aujourd'hui la production locale se concentre autour de vidéos pour karaoké ou de feuilletons télévisés, l'industrie du cinéma commence à se reconstruire lentement.

## Les années 2000-2010: la lente reprise

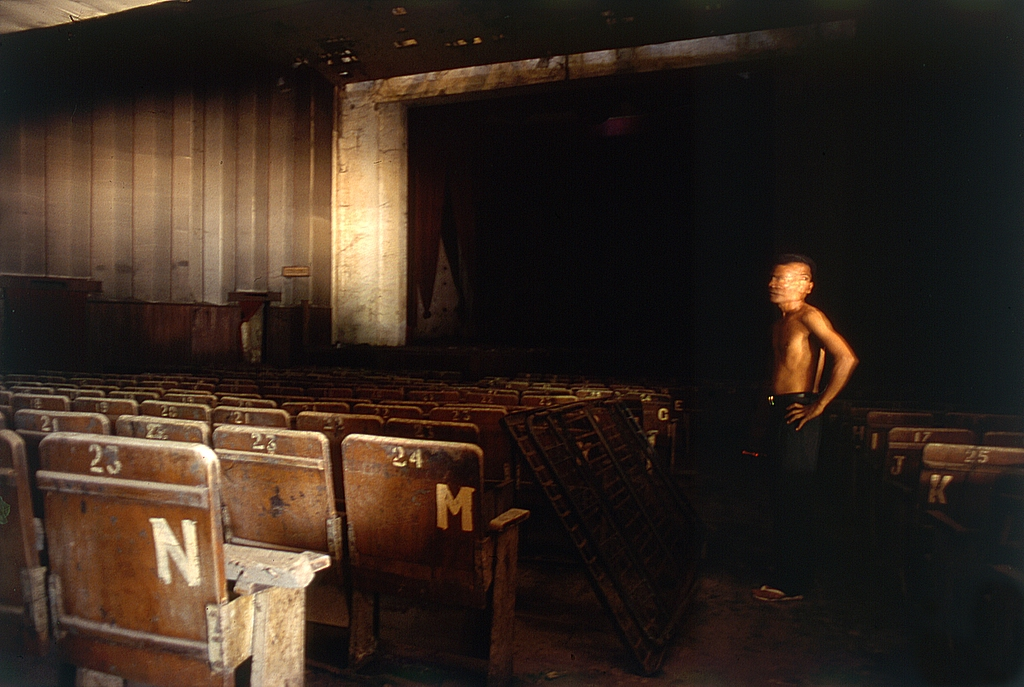
La salle du cinéma Le Rex de Phnom Penh en 2000.

En 2001, Fay Sam Ang réalise Kon Pouh Keng Kang (The Snake King's Daughter / La Fille du roi-serpent), remake d'un classique cambodgien des années 1960. Bien qu'il s'agisse d'une coproduction avec la Thaïlande, avec en vedette l'acteur thaïlandais Winai Kraibutr, le film est considéré comme le premier long-métrage cambodgien à sortir au Cambodge depuis l'ère khmère rouge. 
En 2003, des propos mal reproduits par la presse de l'actrice thaïlandaise Suvanant Kongying (en), affirmant que le Cambodge a volé Angkor démarrent une violente polémique qui aboutit à l'interdiction des films et des programmes télévisés thaïlandais. 
Comme ils constituent l'essentiel des images diffusées au Cambodge, cela crée un grand vide que l'industrie locale va commencer lentement à tenter de remplir.
Un festival est créé à Phnom Penh en novembre 2005. L'essentiel de la production qui est montrée se constitue de films d'horreur à petit budget comme Nieng Arp, ou Lady Vampire (qui a pour héroïne la Krasue ou Ap (khmer : អាប), un monstre volant à tête de femme avec des organes qui pendent). La récompense pour le meilleur film est attribuée au film Les Larmes du Crocodile – un film qui raconte l'acte de bravoure d'un homme qui venge la mort des gens de son village, incarné par le chanteur Preap Sovath (en).
Même si l'intérêt pour l'industrie cinématographique est grandissant, il reste de nombreux écueils, comme le manque de formation technique, l'absence de distribution viable, et le laxisme en matière de respect des droits d'auteur, qui découragent les investisseurs.
Parmi les autres films récents, on peut citer Tum Teav, inspiré de Roméo et Juliette ou A Mother's Heart, drame familial de Pan Phuong Bopha, l'une des rares femmes auteur-réalisatrice au Cambodge. Le film dramatique The Last Reel (2014), réalisé par Kulikar Sotho (en), est un des premiers films cambodgiens réalisés par une femme et est sélectionné pour représenter le Cambodge à la cérémonie des Oscars de 2016. Le film raconte le tournage de la dernière bobine d'un film par une adolescente qui reprend le rôle tenu par sa mère quarante ans plus tôt et grâce à quoi elle découvre les sombres secrets du passé de ses parents sous le régime des Khmers rouges. Dans les années 2010, plusieurs autres projets voient le jour dans le but de revitaliser le cinéma cambodgien en proposant au public local des divertissements populaires, notamment les films d'action Hanuman (2015) et Jailbreak (2017). Bien accueilli par la critique et le public, ce dernier film est comparé par la presse à ce qu'ont représenté Ong-bak pour le cinéma thaïlandais et The Raid pour le cinéma indonésien.

## Films étrangers tournés au Cambodge
Outre les pionniers de l'ère coloniale tels que Gaston Méliès qui fut le premier à y tourner des fictions en 1913, le site d'Angkor a toujours attiré de nombreux tournages, comme Lord Jim, en 1965, avec Peter O'Toole. 
Cela a toutefois été interrompu par la guerre civile et la prise de contrôle par les Khmers Rouge.
Les cinéastes étrangers ne sont revenus au Camobdoge que depuis 2000. 
En 2001, le film Lara Croft: Tomb Raider avec Angelina Jolie  a été tourné dans les environs d'Angkor.
En 2003, le film de Wong Kar-wai In the Mood for Love (qui comporte également des images d'archives de la visite du général de Gaulle à Phnom Penh en 1966) et Deux Frères de Jean-Jacques Annaud ont été tournés à Angkor. 
Le film La Déchirure qui décrit le Cambodge sous le régime Khmer Rouge, avec l'acteur cambodgien Haing S. Ngor dans le rôle du journaliste Dith Pran, a été tourné en 1984 en Thaïlande.

### Listes et catégories
- (en) Films A-Z, Liste de films cambodgiens (en)

- Liste de réalisateurs cambodgiens (en), (en) Réalisateurs
- Liste d'acteurs-comédiens cambodgiens (en), Acteurs